# British Academy Film Awards 1983
Die 36. Verleihung der British Academy Film Awards fand 1983 in London statt. Die Filmpreise der British Academy of Film and Television Arts (BAFTA) wurden in 21 Kategorien verliehen; hinzu kamen eine Spezial- und eine Ehrenpreis-Kategorie. Erstmals wurden BAFTAs in den Kategorien Bester nicht-englischsprachiger Film, Bester animierter Kurzfilm, Beste Maske, Bester Song und Beste visuelle Effekte verliehen. Die Veranstaltung zeichnete Filme des Jahres 1982 aus.
| Film                     | N  | A |
| ------------------------ | -- | - |
| Gandhi                   | 16 | 5 |
| E.T. – Der Außerirdische | 12 | 1 |
| Blade Runner             | 8  | 3 |
| Reds                     | 7  | 2 |
| Vermißt                  | 7  | 2 |
| Am goldenen See          | 6  | 1 |
| Pink Floyd – The Wall    | 2  | 2 |

## Preisträger und Nominierungen
Mit 16 Nominierungen galt Richard Attenboroughs Gandhi über Leben und Tod Mahatma Gandhis als großer Favorit des Abends. Er gewann in fünf Kategorien und wurde so seiner Favoritenrolle gerecht. Großer Verlierer des Abends war Steven Spielbergs E.T. – Der Außerirdische, der bei zwölf Nominierungen nur einen Preis erhielt.

### Bester Film
Gandhi – Richard Attenborough
Am goldenen See (On Golden Pond) – Bruce Gilbert
E.T. – Der Außerirdische (E.T. the Extra-Terrestrial) – Steven Spielberg, Kathleen Kennedy
Vermißt (Missing) – Edward Lewis, Mildred Lewis

### Beste Regie
Richard Attenborough – Gandhi
Costa-Gavras – Vermißt (Missing)
Mark Rydell – Am goldenen See (On Golden Pond)
Steven Spielberg – E.T. – Der Außerirdische (E.T.: The Extra-Terrestrial)

### Bester Hauptdarsteller
Ben Kingsley – Gandhi
Warren Beatty – Reds
Albert Finney – Du oder beide (Shoot the Moon)
Henry Fonda – Am goldenen See (On Golden Pond)
Jack Lemmon – Vermißt (Missing)

### Beste Hauptdarstellerin
Katharine Hepburn – Am goldenen See (On Golden Pond)
Diane Keaton – Reds
Jennifer Kendal – Straße des Abschieds (36 Chowringhee Lane)
Sissy Spacek – Vermißt (Missing)

### Bester Nebendarsteller
Jack Nicholson – Reds
Frank Finlay – Schatten der Vergangenheit (The Return of the Soldier)
Edward Fox – Gandhi
Roshan Seth – Gandhi

### Beste Nebendarstellerin
Rohini Hattangadi – Gandhi

Maureen Stapleton – Reds
Candice Bergen – Gandhi
Jane Fonda – Am goldenen See (On Golden Pond)

### Bester/beste Nachwuchsdarsteller/-in
Ben Kingsley – Gandhi
Drew Barrymore – E.T. – Der Außerirdische (E.T.: The Extra-Terrestrial)
Henry Thomas – E.T. – Der Außerirdische
Kathleen Turner – Heißblütig – Kaltblütig (Body Heat)

### Bestes Drehbuch
Costa-Gavras, Donald Stewart – Vermißt (Missing)
John Briley – Gandhi
Melissa Mathison – E.T. – Der Außerirdische (E.T.: The Extra-Terrestrial)
Ernest Thompson – Am goldenen See (On Golden Pond)

### Beste Kamera
Jordan Cronenweth – Blade Runner
Allen Daviau – E.T. – Der Außerirdische (E.T. the Extra-Terrestrial)
Vittorio Storaro – Reds
Ronnie Taylor, Billy Williams – Gandhi

### Bestes Szenenbild
Lawrence G. Paull – Blade Runner
James D. Bissell – E.T. – Der Außerirdische (E.T. the Extra-Terrestrial)
Stuart Craig – Gandhi
Richard Sylbert – Reds

### Beste Kostüme
Michael Kaplan, Charles Knode – Blade Runner
Sue Blane – Der Kontrakt des Zeichners (The Draughtsman’s Contract)
Bhanu Athaiya, John Mollo – Gandhi
Shirley Russell – Reds

### Beste Maske
Michèle Burke, Sarah Monzani, Christopher Tucker – Am Anfang war das Feuer (La guerre du feu)
Robert Sidell – E.T. – Der Außerirdische (E.T. the Extra-Terrestrial)
Tom Smith – Gandhi
Marvin G. Westmore – Blade Runner

### Beste Filmmusik
John Williams – E.T. – Der Außerirdische (E.T. the Extra-Terrestrial)
George Fenton, Ravi Shankar – Gandhi
Vangelis Papathanassiou – Blade Runner
Vangelis Papathanassiou – Vermißt (Missing)

### Bester Song
„Another Brick in the Wall“ aus Pink Floyd – The Wall – Roger Waters
„Eye of the Tiger“ aus Rocky III – Das Auge des Tigers – Jim Peterlike, Frankie Sullivan
„One More Hour“ aus Ragtime – Randy Newman
„Tomorrow“ aus Annie – Martin Charnin, Charles Strouse

### Bester Schnitt
Françoise Bonnot – Vermißt (Missing)
John Bloom – Gandhi
Carol Littleton – E.T. – Der Außerirdische (E.T. the Extra-Terrestrial)
Terry Rawlings – Blade Runner

### Bester Ton
James Guthrie, Graham V. Hartstone, Eddy Joseph, Nicolas Le Messurier, Clive Winter – Pink Floyd – The Wall
Bud Alper, Graham V. Hartstone, Gerry Humphreys, Peter Pennell – Blade Runner
Jonathan Bates, Gerry Humphreys, Simon Kaye, Robin O’Donoghue – Gandhi
Charles L. Campbell, Gene Cantamessa, Don Digirolamo, Robert J. Glass, Robert Knudson – E.T. – Der Außerirdische (E.T. the Extra-Terrestrial)

### Beste visuelle Effekte
Richard Edlund – Poltergeist
David Dryer, Douglas Trumbull, Richard Yuricich – Blade Runner
Harrison Ellenshaw, Richard Taylor – Tron
Dennis Muren, Carlo Rambaldi – E.T. – Der Außerirdische (E.T. the Extra-Terrestrial)

### Bester Kurzfilm
The Privilege – Regie: Ian Knox
Rating Notman – Regie: Carlo Gébler
The Rocking Horse Winner – Regie: Robert Bierman
A Shocking Accident – Regie: James Scott

### Bester animierter Kurzfilm
Dreamland Express – Regie: David Anderson
Some of Your Bits Ain’t Nice – Regie: Richard Taylor
Sound Collector – Regie: Lynn Smith

### Bester Dokumentarfilm
Die Last der Träume (Burden of Dreams) – Regie: Les Blank
Not a Love Story: A Film About Pornography – Regie: Bonnie Sherr Klein
The Atomic Café – Regie: Jayne Loader, Kevin Rafferty, Pierce Rafferty
The Weavers: Wasn’t That a Time! – Regie: Jim Brown

### Bester nicht-englischsprachiger Film
Christus kam nur bis Eboli (Cristo si è fermato a Eboli), Italien/Frankreich – Regie: Francesco Rosi
Das Boot, Deutschland – Regie: Wolfgang Petersen
Diva, Frankreich  – Regie: Jean-Jacques Beineix
Fitzcarraldo, Deutschland – Regie: Werner Herzog

## Spezial- und Ehrenpreise

### Academy Fellowship
Richard Attenborough – britischer Schauspieler, Filmregisseur und -produzent

### Herausragender britischer Beitrag zum Kino
(Outstanding British Contribution to Cinema)
Arthur Wooster – Kameramann, ehem. Mitglied der Guild of British Camera Technicians (GBCT)